# Cirrhilabrus humanni
Cirrhilabrus humanni Allen & Erdmann, 2012 è un pesce d'acqua salata appartenente alla famiglia Labridae proveniente dall'ovest dell'oceano Pacifico.

## Descrizione
Questa è una specie di piccole dimensioni rispetto anche ai suoi congeneri; infatti la lunghezza massima registrata è di 5,4 cm. 
I maschi adulti presentano delle pinne molto ampie; le pinne pelviche sono rosse e allungate, mentre la pinna dorsale ha i primi raggi più allungati ed è rossa scura con diverse macchie e il bordo azzurri. La pinna anale è più corta e degli stessi colori ma più chiari. La pinna caudale è quasi trasparente, tendente all'azzurro. Il corpo è bicolore, con il dorso arancione-marrone scuro e il ventre nettamente più chiaro.

## Distribuzione e habitat
Proviene dalle barriere coralline dell'Indonesia, nell'ovest dell'oceano Pacifico. Nuota in zone ricche di detriti e coralli intorno ai 12-18 m di profondità, ma occasionalmente arriva ai 25.

## Biologia
Sconosciuta, ma le sue abitudini sono molto probabilmente simili a quelle delle altre specie del genere Cirrhilabrus.